# 京都城陽プレミアム・アウトレット
（仮称）京都城陽プレミアム・アウトレット（きょうとじょうようプレミアム・アウトレット）は、三菱地所・サイモンが京都府城陽市に開業を予定しているアウトレットモールである。

## 概要
建設予定地は1960年ごろから山砂利採取が行われてきた城陽市の東部丘陵地と呼ばれる地域にある。掘削跡を埋め戻した土地を整備する。京都府と城陽市が大規模商業施設の誘致を行っていた。城陽市は開業による雇用の拡大や税収の増大に期待する。
工事中の新名神高速道路の南沿いに位置し、隣接地に城陽スマートインターチェンジの設置が予定されている。また、京都府では初のアウトレットモールである。周辺府県を含む広域からの集客を見込む。
敷地面積は約25.4ヘクタールで、プレミアム・アウトレットとしては標準的な広さとなる。段階的な増床を計画しており、150店舗以上の出店を目指し、1000人以上の雇用を見込む。
着工時には2024年春の開業を予定していたが、開業は遅れる見込みである。延期となっている新名神高速道路の開通後に開業する予定である。

## 沿革
2017年5月、三菱地所および三菱地所・サイモンがアウトレットモールの開業に向けて地権者と優先交渉に関する合意を得たと発表した。
2020年8月、予定地での造成工事が開始された。

## 交通アクセス
付近に新名神高速道路城陽スマートインターチェンジの設置が予定されており、国道24号城陽井手木津川バイパスがそこから延びる予定である。
JR奈良線長池駅から東に徒歩約15分である。駅から路線バスを運行することが検討されている。